# Zhanjiang
Zhanjiang  (湛江 ; pinyin: zhànjiāng, fino al 1946 Fort-Bayard) è una città della Cina meridionale, nella provincia di Guangdong. È un attivo porto e centro commerciale sulla penisola di Leizhou; ha impianti alimentari, chimici e meccanici. Nel 1899 fu ceduta alla Francia e divenne territorio dell'Unione Indocinese col nome di Kouang Tchéou-Wan. Venne occupata dai Giapponesi dal 1943 al 1945.

## Amministrazione

### Gemellaggi
- Cairns